# Arene della National Basketball Association
La seguente è la lista delle arene della National Basketball Association:
| Eastern Conference                                                                                                | |                                                 |          |           |                                 |
| Atlantic Division                                                                                                 | |                                                 |          |           |                                 |
| Squadra | Arena | Anni di utilizzo                                | Capacità | Apertura  | Città                           |
| Boston Celtics | TD Garden TD Banknorth Garden (2005-2009) FleetCenter (1995-2005) Shawmut Center (1995)                                                                          | 1995-presente                                   | 18,624   | 1995      | Boston (Massachusetts)          |
| Boston Celtics | Hartford Civic Center XL Center (2007-presente) | 1975-1995 (Occasionalmente per partite in casa) | 16,294   | 1980      | Hartford (Connecticut)          |
| Boston Celtics | Boston Garden Boston Madison Square Garden (1928) | 1946-1995                                       | 14,448   | 1928      | Boston (Massachusetts)          |
| Boston Celtics | Boston Arena Matthews Arena (1979-presente) | 1946                                            | 5 900    | 1910      | Boston (Massachusetts)          |
| Brooklyn Nets (New Jersey Nets) (New York Nets) (New Jersey Americans)                                            | Barclays Center | 2012- presente                                  | 18,103   | 2012      | New York (New York)             |
| Brooklyn Nets (New Jersey Nets) (New York Nets) (New Jersey Americans)                                            | Prudential Center | 2010-2012                                       | 18,711   | 2007      | Newark (New Jersey)             |
| Brooklyn Nets (New Jersey Nets) (New York Nets) (New Jersey Americans)                                            | Izod Center Continental Airlines Arena (1996-2007) Brendan Byrne Arena (1981-1996)                                                                               | 1981-2010                                       | 19,040   | 1981      | East Rutherford (New Jersey)    |
| Brooklyn Nets (New Jersey Nets) (New York Nets) (New Jersey Americans)                                            | Rutgers Athletic Center Louis Brown Athletic Center (1986-presente)                                                                                              | 1977-1981                                       | 8 000    | 1977      | Piscataway (New Jersey)         |
| Brooklyn Nets (New Jersey Nets) (New York Nets) (New Jersey Americans)                                            | Nassau Veterans Memorial Coliseum | 1971-1977                                       | 16,234   | 1972      | Uniondale                       |
| Brooklyn Nets (New Jersey Nets) (New York Nets) (New Jersey Americans)                                            | Island Garden | 1969-1971                                       | 5 000    | 1957      | West Hempstead (New York)       |
| Brooklyn Nets (New Jersey Nets) (New York Nets) (New Jersey Americans)                                            | Long Island Arena Commack Arena | 1968-1969                                       | UNK      | 1957      | Commack                         |
| Brooklyn Nets (New Jersey Nets) (New York Nets) (New Jersey Americans)                                            | Teaneck Armory | 1967-1968                                       | UNK      | 1936      | Teaneck (New Jersey)            |
| New York Knicks                                                                                                   | Madison Square Garden (IV) | 1968-presente                                   | 18 200   | 1968      | New York (New York)             |
| New York Knicks                                                                                                   | Madison Square Garden III | 1946-1968                                       | UNK      | 1925      | New York (New York)             |
| Philadelphia 76ers (Syracuse Nationals)                                                                           | Wells Fargo Center Wachovia Center (2003-2010) First Union Center (1998-2003) CoreStates Center (1996-1998)                                                      | 1996-presente                                   | 19,519   | 1996      | Filadelfia (Pennsylvania)       |
| Philadelphia 76ers (Syracuse Nationals)                                                                           | The Spectrum Wachovia Spectrum (2003-2009) First Union Spectrum (1998-2003) CoreStates Spectrum (1994-1998)                                                      | 1967-1996                                       | 17,380   | 1967      | Filadelfia (Pennsylvania)       |
| Philadelphia 76ers (Syracuse Nationals)                                                                           | Convention Hall Municipal Auditorium (1931-1948) | 1963-1967                                       | 12 000   | 1931      | Filadelfia (Pennsylvania)       |
| Philadelphia 76ers (Syracuse Nationals)                                                                           | Philadelphia Arena | 1963-1967                                       | 4 000    | 1920      | Filadelfia (Pennsylvania)       |
| Philadelphia 76ers (Syracuse Nationals)                                                                           | Onondaga War Memorial | 1951-1963                                       | 6,230    | UNK       | Syracuse (New York)             |
| Philadelphia 76ers (Syracuse Nationals)                                                                           | State Fair Coliseum | 1949-1951                                       | 7 500    | 1927      | Syracuse (New York)             |
| Toronto Raptors                                                                                                   | Scotiabank Arena | 1999-presente                                   | 18 800   | 1999      | Toronto (Ontario)               |
| Toronto Raptors                                                                                                   | Rogers Centre SkyDome (1989-2005) | 1995-1999                                       | 28,708   | 1989      | Toronto (Ontario)               |
| Southeast Division                                                                                                | |                                                 |          |           |                                 |
| Squadra | Arena | Anni di utilizzo                                | Capacità | Apertura  | Città                           |
| Atlanta Hawks (St. Louis Hawks) (Milwaukee Hawks) (Tri-Cities Blackhawks)                                         | Philips Arena | 1999-presente                                   | 18 750   | 1999      | Atlanta (Georgia)               |
| Atlanta Hawks (St. Louis Hawks) (Milwaukee Hawks) (Tri-Cities Blackhawks)                                         | Georgia Dome | 1997-1999                                       | 71,228   | 1992      | Atlanta (Georgia)               |
| Atlanta Hawks (St. Louis Hawks) (Milwaukee Hawks) (Tri-Cities Blackhawks)                                         | Omni Coliseum | 1972-1997                                       | 15,278   | 1972      | Atlanta (Georgia)               |
| Atlanta Hawks (St. Louis Hawks) (Milwaukee Hawks) (Tri-Cities Blackhawks)                                         | Alexander Memorial Coliseum Hank McCamish Pavilion (2012-presente) Alexander Memorial Coliseum at McDonald's Center (1996-2012)                                  | 1997-1999 1968-1972                             | 9,191    | 1956      | Atlanta (Georgia)               |
| Atlanta Hawks (St. Louis Hawks) (Milwaukee Hawks) (Tri-Cities Blackhawks)                                         | Kiel Auditorium | 1955-1968                                       | 9 300    | 1934      | St. Louis (Missouri)            |
| Atlanta Hawks (St. Louis Hawks) (Milwaukee Hawks) (Tri-Cities Blackhawks)                                         | Milwaukee Arena UW-Milwaukee Panther Arena (2014-presente) U.S. Cellular Arena (2000-2014) Wisconsin Center Arena (1998-2000) MECCA Arena (1974-1995)            | 1951-1955                                       | 10,783   | 1950      | Milwaukee (Wisconsin)           |
| Atlanta Hawks (St. Louis Hawks) (Milwaukee Hawks) (Tri-Cities Blackhawks)                                         | Wharton Field House | 1946-1951                                       | 6 000    | 1928      | Moline (Illinois)               |
| Charlotte Hornets Charlotte Bobcats Charlotte Hornets (1988-2002)                                                 | Spectrum Center Charlotte Bobcats Arena (2005-2008) | 2005-presente                                   | 18 800   | 2005      | Charlotte (Carolina del Nord)   |
| Charlotte Hornets Charlotte Bobcats Charlotte Hornets (1988-2002)                                                 | Charlotte Coliseum | 2004-2005 (Bobcats) 1988-2002 (Hornets)         | 24,042   | 1988      | Charlotte (Carolina del Nord)   |
| Miami Heat | AmericanAirlines Arena | 1999-presente                                   | 19 600   | 1999      | Miami (Florida)                 |
| Miami Heat | Miami Arena | 1988-1999                                       | 16,640   | 1988      | Miami (Florida)                 |
| Orlando Magic | Amway Arena The Arena in Orlando (2006) TD Waterhouse Centre (1999-2006) Orlando Arena (1989-1999)                                                               | 1989-presente                                   | 17,248   | 1989      | Orlando (Florida)               |
| Washington Wizards (Washington Bullets) (Capital Bullets) (Baltimore Bullets) (Chicago Zephyrs) (Chicago Packers) | Verizon Center MCI Center (1997-2006) | 1997-presente                                   | 20,173   | 1997      | Washington D.C.                 |
| Washington Wizards (Washington Bullets) (Capital Bullets) (Baltimore Bullets) (Chicago Zephyrs) (Chicago Packers) | US Airways Arena Capital Centre (1973-1993, 1996-2002) | 1973-1997                                       | 18,756   | 1973      | Landover (Maryland)             |
| Washington Wizards (Washington Bullets) (Capital Bullets) (Baltimore Bullets) (Chicago Zephyrs) (Chicago Packers) | Baltimore Civic Center Royal Farms Arena (2013-presente) 1st Mariner Arena (2003-2013) Baltimore Arena (1986-2003)                                               | 1963-1973                                       | 11,271   | 1962      | Baltimora (Maryland)            |
| Washington Wizards (Washington Bullets) (Capital Bullets) (Baltimore Bullets) (Chicago Zephyrs) (Chicago Packers) | Chicago Coliseum | 1962-1963                                       | 7 000    | 1899      | Chicago (Illinois)              |
| Washington Wizards (Washington Bullets) (Capital Bullets) (Baltimore Bullets) (Chicago Zephyrs) (Chicago Packers) | International Amphitheatre | 1961-1962                                       | 9 000    | Anni 1930 | Chicago (Illinois)              |
| Central Division                                                                                                  | |                                                 |          |           |                                 |
| Squadra | Arena | Anni di utilizzo                                | Capacità | Apertura  | Città                           |
| Chicago Bulls | United Center | 1994-presente                                   | 22 879   | 1994      | Chicago (Illinois)              |
| Chicago Bulls | Chicago Stadium | 1967-1994                                       | 17 317   | 1929      | Chicago (Illinois)              |
| Chicago Bulls | International Amphitheatre | 1966-1967                                       | 9 000    | Anni 1930 | Chicago (Illinois)              |
| Cleveland Cavaliers                                                                                               | Quicken Loans Arena Gund Arena (1994-2006) | 1994-presente                                   | 20 562   | 1994      | Cleveland (Ohio)                |
| Cleveland Cavaliers                                                                                               | Coliseum at Richfield | 1974-1994                                       | 20 273   | 1974      | Richfield (Ohio)                |
| Cleveland Cavaliers                                                                                               | Cleveland Arena | 1970-1974                                       | 10 000   | 1937      | Cleveland (Ohio)                |
| Detroit Pistons (Fort Wayne Zollner Pistons)                                                                      | Little Caesars Arena | 2017-presente                                   | 20491    | 2017      | Midtown Detroit (Michigan)      |
| Detroit Pistons (Fort Wayne Zollner Pistons)                                                                      | The Palace of Auburn Hills | 1988-2017                                       | 22 076   | 1988      | Auburn Hills (Michigan)         |
| Detroit Pistons (Fort Wayne Zollner Pistons)                                                                      | Pontiac Silverdome Pontiac Metropolitan Stadium (1975) | 1978-1994                                       | 80 311   | 1975      | Pontiac (Michigan)              |
| Detroit Pistons (Fort Wayne Zollner Pistons)                                                                      | Cobo Arena | 1961-1978                                       | 12 191   | 1960      | Detroit (Michigan)              |
| Detroit Pistons (Fort Wayne Zollner Pistons)                                                                      | Detroit Olympia | 1927-1979                                       | UNK      | 1927      | Detroit (Michigan)              |
| Detroit Pistons (Fort Wayne Zollner Pistons)                                                                      | War Memorial Coliseum | 1952-1957                                       | 13 000   | 1952      | Fort Wayne (Indiana)            |
| Detroit Pistons (Fort Wayne Zollner Pistons)                                                                      | North Side High School Gym | 1948-1952                                       | 3 000    | 1927      | Fort Wayne (Indiana)            |
| Indiana Pacers | Bankers Life Fieldhouse Conseco Fieldhouse (1999-2011) | 1999-presente                                   | 18 345   | 1999      | Indianapolis (Indiana)          |
| Indiana Pacers | Market Square Arena | 1974-1999                                       | 16 530   | 1974      | Indianapolis (Indiana)          |
| Indiana Pacers | Indiana State Fair Pepsi Coliseum | 1967-1974                                       | 10 000   | 1939      | Indianapolis (Indiana)          |
| Milwaukee Bucks                                                                                                   | BMO Harris Bradley Center Bradley Center (1988-2012) | 1988-presente                                   | 18,717   | 1988      | Milwaukee (Wisconsin)           |
| Milwaukee Bucks                                                                                                   | MECCA Arena UW-Milwaukee Panther Arena (2014-presente) U.S. Cellular Arena (2000-2014) Wisconsin Center Arena (1998-2000) Milwaukee Arena (1968-1974, 1995-1998) | 1968-1988                                       | 10 783   | 1950      | Milwaukee (Wisconsin)           |
| Western Conference                                                                                                | |                                                 |          |           |                                 |
| Southwest Division                                                                                                | |                                                 |          |           |                                 |
| Squadra | Arena | Anni di utilizzo                                | Capacità | Apertura  | Città                           |
| Dallas Mavericks                                                                                                  | American Airlines Center | 2001-presente                                   | 19 200   | 2001      | Dallas (Texas)                  |
| Dallas Mavericks                                                                                                  | Reunion Arena | 1980-2001                                       | 17 293   | 1980      | Dallas (Texas)                  |
| Houston Rockets (San Diego Rockets)                                                                               | Toyota Center | 2003-presente                                   | 18 370   | 2003      | Houston (Texas)                 |
| Houston Rockets (San Diego Rockets)                                                                               | The Summit Lakewood Church Central Campus (2003-presente) Compaq Center (1998-2003)                                                                              | 1975-2003                                       | 16 285   | 1975      | Houston (Texas)                 |
| Houston Rockets (San Diego Rockets)                                                                               | Hofheinz Pavilion | 1971-1975                                       | UNK      | 1969      | Houston (Texas)                 |
| Houston Rockets (San Diego Rockets)                                                                               | San Diego Sports Arena Valley View Casino Center (2010-presente) iPayOne Center (2005-2007)                                                                      | 1967-1971                                       | 14 500   | 1966      | San Diego (California)          |
| Memphis Grizzlies (Vancouver Grizzlies)                                                                           | FedExForum | 2004-presente                                   | 18 165   | 2004      | Memphis (Tennessee)             |
| Memphis Grizzlies (Vancouver Grizzlies)                                                                           | Pyramid Arena | 2001-2004                                       | 21 000   | 1991      | Memphis (Tennessee)             |
| Memphis Grizzlies (Vancouver Grizzlies)                                                                           | General Motors Place Rogers Arena (2010-presente) | 1995-2001                                       | 19 193   | 1995      | Vancouver (Columbia Britannica) |
| New Orleans Pelicans (New Orleans Hornets) (New Orleans/Oklahoma City Hornets)                                    | Smoothie King Center New Orleans Arena (1999-2014) | 2002-presente                                   | 18 000   | 1999      | New Orleans (Louisiana)         |
| New Orleans Pelicans (New Orleans Hornets) (New Orleans/Oklahoma City Hornets)                                    | Ford Center Chesapeake Energy Arena (2011-presente) Oklahoma City Arena (2010-2011)                                                                              | 2005-2007                                       | 19 599   | 2002      | Oklahoma City (Oklahoma)        |
| San Antonio Spurs (Texas Chaparrals) (Dallas Chaparrals)                                                          | AT&T Center SBC Center (2002-2006) | 2002-presente                                   | 18 797   | 2002      | San Antonio (Texas)             |
| San Antonio Spurs (Texas Chaparrals) (Dallas Chaparrals)                                                          | Alamodome | 1993-2002                                       | 36 500   | 1993      | San Antonio (Texas)             |
| San Antonio Spurs (Texas Chaparrals) (Dallas Chaparrals)                                                          | HemisFair Arena | 1973-1993                                       | 16 000   | 1968      | San Antonio (Texas)             |
| San Antonio Spurs (Texas Chaparrals) (Dallas Chaparrals)                                                          | Moody Coliseum | 1967-1976                                       | 8,998    | 1956      | University Park (Texas)         |
| San Antonio Spurs (Texas Chaparrals) (Dallas Chaparrals)                                                          | State Fair Coliseum | 1967-1976                                       | 7,513    | 1936      | Dallas (Texas)                  |
| Northwest Division                                                                                                | |                                                 |          |           |                                 |
| Squadra | Arena | Anni di utilizzo                                | Capacità | Apertura  | Città                           |
| Denver Nuggets (Denver Rockets)                                                                                   | Pepsi Center | 1999-presente                                   | 19,099   | 1999      | Denver (Colorado)               |
| Denver Nuggets (Denver Rockets)                                                                                   | McNichols Sports Arena | 1975-1999                                       | 17,171   | 1975      | Denver (Colorado)               |
| Denver Nuggets (Denver Rockets)                                                                                   | Denver Arena Auditorium | 1967-1975                                       | 6,841    | 1908      | Denver (Colorado)               |
| Minnesota Timberwolves                                                                                            | Target Center | 1990-presente                                   | 20 500   | 1990      | Minneapolis (Minnesota)         |
| Minnesota Timberwolves                                                                                            | Hubert H. Humphrey Metrodome | 1989-1990                                       | 50 000   | 1982      | Minneapolis (Minnesota)         |
| Portland Trail Blazers                                                                                            | Moda Center Rose Garden (1995-2013) | 1995-presente                                   | 19,980   | 1995      | Portland (Oregon)               |
| Portland Trail Blazers                                                                                            | Memorial Coliseum | 1970-1995                                       | 13 000   | 1961      | Portland (Oregon)               |
| Oklahoma City Thunder (Seattle SuperSonics)                                                                       | Chesapeake Energy Arena Oklahoma City Arena (2010-2011) Ford Center (2002-2010)                                                                                  | 2008-presente                                   | 18 203   | 2002      | Oklahoma City (Oklahoma)        |
| Oklahoma City Thunder (Seattle SuperSonics)                                                                       | KeyArena at Seattle Center Seattle Center Coliseum (1962-1994)                                                                                                   | 1995-2008 1985-1994 1967-1978                   | 17 072   | 1968      | Seattle (Washington)            |
| Oklahoma City Thunder (Seattle SuperSonics)                                                                       | Tacoma Dome | 1994-1995                                       | 8 500    | 1983      | Tacoma (Washington)             |
| Oklahoma City Thunder (Seattle SuperSonics)                                                                       | Kingdome | 1978-1985                                       | 59 166   | 1976      | Seattle (Washington)            |
| Utah Jazz (New Orleans Jazz)                                                                                      | Vivint Smart Home Arena EnergySolutions Arena (2006-2015) Delta Center (1991-2006)                                                                               | 1991-presente                                   | 20 000   | 1991      | Salt Lake City (Utah)           |
| Utah Jazz (New Orleans Jazz)                                                                                      | Salt Palace | 1979-1991                                       | UNK      | 1969      | Salt Lake City (Utah)           |
| Utah Jazz (New Orleans Jazz)                                                                                      | Louisiana Superdome Mercedes-Benz Superdome (2011-presente) | 1975-1979                                       | 55 675   | 1975      | New Orleans (Louisiana)         |
| Utah Jazz (New Orleans Jazz)                                                                                      | Loyola Field House | 1974-1975                                       | 6 500    | 1950      | New Orleans (Louisiana)         |
| Utah Jazz (New Orleans Jazz)                                                                                      | Municipal Auditorium | 1974-1975                                       | 7 853    | 1930      | New Orleans (Louisiana)         |
| Pacific Division                                                                                                  | |                                                 |          |           |                                 |
| Squadra | Arena | Anni di utilizzo                                | Capacità | Apertura  | Città                           |
| Golden State Warriors (San Francisco Warriors) (Philadelphia Warriors)                                            | Chase Center | 2019-presente                                   | 18064    | 2019      | San Francisco (California)      |
| Golden State Warriors (San Francisco Warriors) (Philadelphia Warriors)                                            | Oracle Arena Oakland Arena (2005-2006) The Arena in Oakland (1997-2004) Oakland-Alameda County Coliseum Arena (1966-1996)                                        | 1997-2018 1971-1996 1966-1967                   | 19 596   | 1966      | Oakland (California)            |
| Golden State Warriors (San Francisco Warriors) (Philadelphia Warriors)                                            | San Jose Arena SAP Center at San Jose (2013-presente) HP Pavilion at San Jose (2002-2013) Compaq Center at San Jose (2001-2002)                                  | 1996-1997                                       | 17 496   | 1993      | San Jose (California)           |
| Golden State Warriors (San Francisco Warriors) (Philadelphia Warriors)                                            | War Memorial Gymnasium | 1964-1966                                       | 5 300    | 1958      | San Francisco (California)      |
| Golden State Warriors (San Francisco Warriors) (Philadelphia Warriors)                                            | San Francisco Civic Auditorium Bill Graham Civic Auditorium | 1964-1967                                       | 7 000    | 1915      | San Francisco (California)      |
| Golden State Warriors (San Francisco Warriors) (Philadelphia Warriors)                                            | Cow Palace | 1966-1971 1962-1964                             | 12 953   | 1941      | Daly City (California)          |
| Golden State Warriors (San Francisco Warriors) (Philadelphia Warriors)                                            | Philadelphia Civic Center Municipal Auditorium (1931-1948) | 1952-1965                                       | 12 000   | 1931      | Filadelfia (Pennsylvania)       |
| Golden State Warriors (San Francisco Warriors) (Philadelphia Warriors)                                            | Philadelphia Arena | 1946-1962                                       | 4 000    | 1920      | Filadelfia (Pennsylvania)       |
| Los Angeles Clippers (San Diego Clippers) (Buffalo Braves)                                                        | Staples Center | 1999-presente                                   | 18 997   | 1999      | Los Angeles (California)        |
| Los Angeles Clippers (San Diego Clippers) (Buffalo Braves)                                                        | Los Angeles Memorial Sports Arena | 1985-1999                                       | 16 161   | 1959      | Los Angeles (California)        |
| Los Angeles Clippers (San Diego Clippers) (Buffalo Braves)                                                        | San Diego Sports Arena Valley View Casino Center (2010-presente) iPayOne Center (2005-2007)                                                                      | 1978-1985                                       | 14 500   | 1966      | San Diego (California)          |
| Los Angeles Clippers (San Diego Clippers) (Buffalo Braves)                                                        | Maple Leaf Gardens | 1971-1975 (16 Home Games)                       | 15 000   | 1931      | Toronto (Ontario)               |
| Los Angeles Clippers (San Diego Clippers) (Buffalo Braves)                                                        | Buffalo Memorial Auditorium | 1970-1978                                       | 15 280   | 1940      | Buffalo (New York)              |
| Los Angeles Lakers (Minneapolis Lakers) (Detroit Gems)                                                            | Staples Center | 1999-presente                                   | 18 997   | 1999      | Los Angeles (California)        |
| Los Angeles Lakers (Minneapolis Lakers) (Detroit Gems)                                                            | Great Western Forum The Forum (2003-present, 1967-1988) | 1967-1999                                       | 17 505   | 1967      | Inglewood (California)          |
| Los Angeles Lakers (Minneapolis Lakers) (Detroit Gems)                                                            | Los Angeles Memorial Sports Arena | 1960-1967                                       | 16 161   | 1959      | Los Angeles (California)        |
| Los Angeles Lakers (Minneapolis Lakers) (Detroit Gems)                                                            | Minneapolis Armory | 1959-1960                                       | UNK      | 1936      | Minneapolis (Minnesota)         |
| Los Angeles Lakers (Minneapolis Lakers) (Detroit Gems)                                                            | Minneapolis Auditorium | 1947-1959                                       | 10 000   | 1927      | Minneapolis (Minnesota)         |
| Los Angeles Lakers (Minneapolis Lakers) (Detroit Gems)                                                            | UNK | 1946                                            | UNK      | UNK       | Detroit (Michigan)              |
| Phoenix Suns | Talking Stick Resort Arena US Airways Center (2006-2015) America West Arena (1992-2006)                                                                          | 1992-presente                                   | 18 422   | 1992      | Phoenix (Arizona)               |
| Phoenix Suns | Arizona Veterans Memorial Coliseum | 1968-1992                                       | 14 870   | 1965      | Phoenix (Arizona)               |
| Sacramento Kings (Kansas City Kings) (Kansas City-Omaha Kings) (Cincinnati Royals) (Rochester Royals)             | Golden 1 Center | 2016-presente                                   | 17608    | 2016      | Sacramento (California)         |
| Sacramento Kings (Kansas City Kings) (Kansas City-Omaha Kings) (Cincinnati Royals) (Rochester Royals)             | Sleep Train Arena Power Balance Pavilion (2011-2012) ARCO Arena (1988-2011)                                                                                      | 1988-2016                                       | 17 317   | 1988      | Sacramento (California)         |
| Sacramento Kings (Kansas City Kings) (Kansas City-Omaha Kings) (Cincinnati Royals) (Rochester Royals)             | ARCO Arena (I) Sacramento Sports Arena | 1985-1988                                       | 10 333   | 1985      | Sacramento (California)         |
| Sacramento Kings (Kansas City Kings) (Kansas City-Omaha Kings) (Cincinnati Royals) (Rochester Royals)             | Kemper Arena | 1974-1985                                       | 19 500   | 1974      | Kansas City (Missouri)          |
| Sacramento Kings (Kansas City Kings) (Kansas City-Omaha Kings) (Cincinnati Royals) (Rochester Royals)             | Omaha Civic Auditorium | 1972-1978                                       | 9 300    | 1954      | Omaha (Nebraska)                |
| Sacramento Kings (Kansas City Kings) (Kansas City-Omaha Kings) (Cincinnati Royals) (Rochester Royals)             | Municipal Auditorium | 1972-1974                                       | 9 287    | 1936      | Kansas City (Missouri)          |
| Sacramento Kings (Kansas City Kings) (Kansas City-Omaha Kings) (Cincinnati Royals) (Rochester Royals)             | Cincinnati Gardens | 1957-1972                                       | 11 000   | 1949      | Cincinnati (Ohio)               |
| Sacramento Kings (Kansas City Kings) (Kansas City-Omaha Kings) (Cincinnati Royals) (Rochester Royals)             | Rochester Community War Memorial | 1955-1957                                       | 12 428   | 1955      | Rochester (New York)            |
| Sacramento Kings (Kansas City Kings) (Kansas City-Omaha Kings) (Cincinnati Royals) (Rochester Royals)             | Edgerton Park Arena | 1945-1955                                       | 4 200    | UNK       | Rochester (New York)            |
| Arene delle squadre NBA scomparse                                                                                 | |                                                 |          |           |                                 |
| Squadra | Arena | Anni di utilizzo                                | Capacità | Apertura  | Città                           |
| Anderson Packers 1946-1950                                                                                        | Anderson High School Wigwam | 1949-1950                                       | 8 996    | 2001      | Anderson (Indiana)              |
| Baltimore Bullets (1944-1954)                                                                                     | Baltimore Coliseum | 1944-1954                                       | 4 500    | 1930      | Baltimora (Maryland)            |
| Chicago Stags (1946-1950)                                                                                         | Chicago Stadium | 1946-1950                                       | 17 317   | 1929      | Chicago (Illinois)              |
| Cleveland Rebels (1946-1947)                                                                                      | Cleveland Arena | 1946-1947                                       | 10 000   | 1937      | Cleveland (Ohio)                |
| Denver Nuggets (1948-1950)                                                                                        | Auditorium Arena | 1948-1950                                       | 12 000   | 1908      | Denver (Colorado)               |
| Detroit Falcons (1946-1947)                                                                                       | UNK | 1946-1947                                       | UNK      | UNK       | Detroit (Michigan)              |
| Indianapolis Jets (Indianapolis Kautskys) (1948-1949)                                                             | Hinkle Fieldhouse | 1948-1949                                       | 15 000   | 1928      | Indianapolis (Indiana)          |
| Indianapolis Olympians (1949-1953)                                                                                | Hinkle Fieldhouse | 1949-1953                                       | 15 000   | 1928      | Indianapolis (Indiana)          |
| Pittsburgh Ironmen (1946-1947)                                                                                    | Duquesne Gardens | 1946-1947                                       | 6 500    | 1890      | Pittsburgh (Pennsylvania)       |
| Providence Steamrollers (1946-1949)                                                                               | Rhode Island Auditorium | 1946-1949                                       | 5 300    | 1926      | Providence (Rhode Island)       |
| Sheboygan Red Skins (Enzo Jels) (1938-1951)                                                                       | Sheboygan Municipal Auditorium and Armory | 1942-1951                                       | 3 500    | 1942      | Sheboygan (Wisconsin)           |
| Sheboygan Red Skins (Enzo Jels) (1938-1951)                                                                       | Eagle Auditorium | 1938-1942                                       | 1 200    | UNK       | Sheboygan (Wisconsin)           |
| St. Louis Bombers (1946-1950)                                                                                     | St. Louis Arena The Checkerdome (1977-1983) | 1946-1950                                       | 15 000   | 1929      | St. Louis (Missouri)            |
| Toronto Huskies (1946-1947)                                                                                       | Maple Leaf Gardens | 1946-1947                                       | 15 000   | 1931      | Toronto (Ontario)               |
| Washington Capitols (1946-1951)                                                                                   | Uline Arena Washington Coliseum (1959-presente) | 1946-1951                                       | 7 000    | 1941      | Washington D.C.                 |
| Waterloo Hawks (1948-1951)                                                                                        | McElroy Auditorium | 1948-1951                                       | 5,155    | 1936      | Waterloo (Iowa)                 |